# Lőwy Izsák

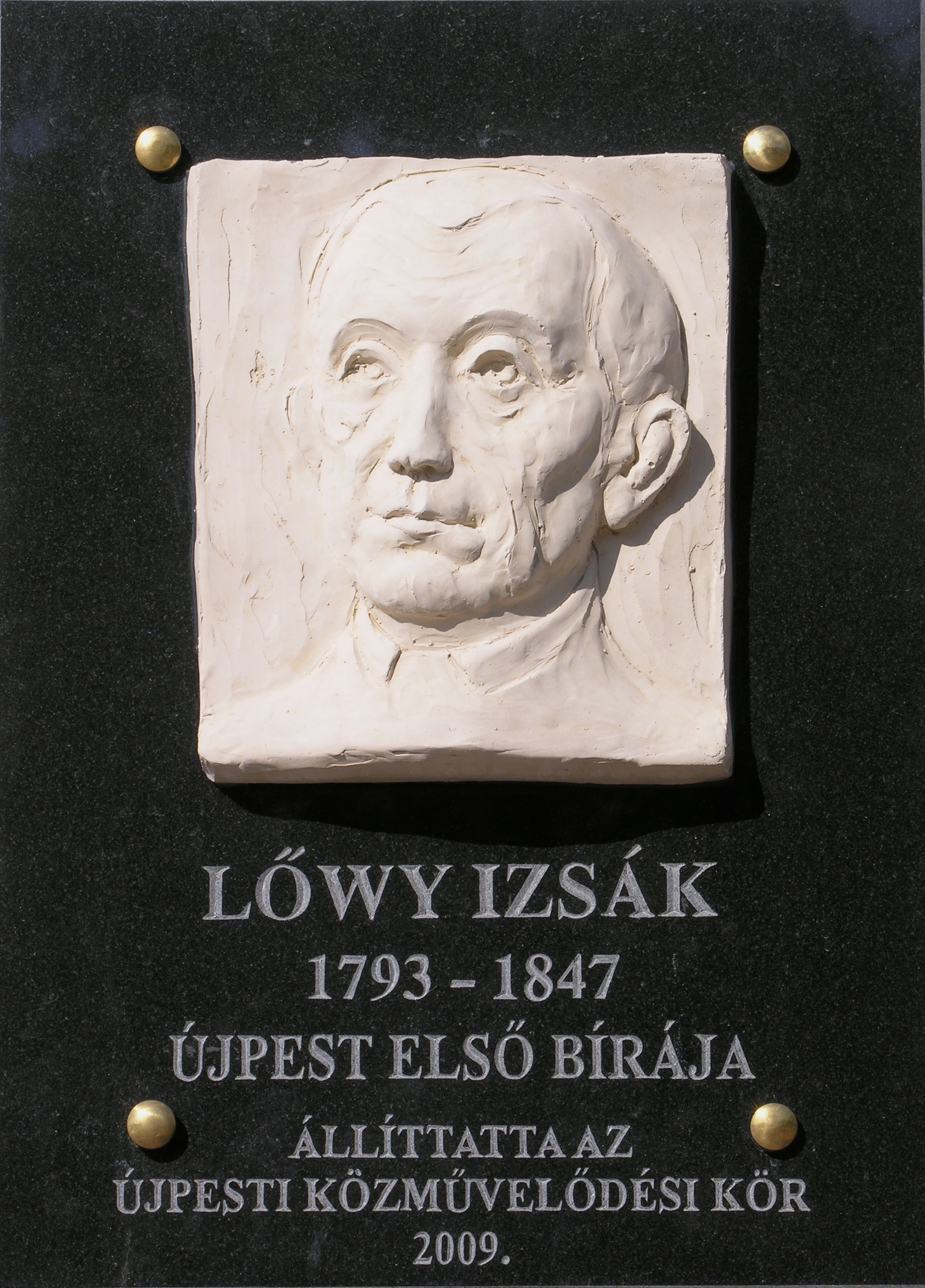
Lőwy Izsák emléktáblája az újpesti városháza falán

Lőwy Izsák (Nagysurány, 1793. – Újpest, 1847. április 8.) tímármester, Újpest község első bírója.

## Élete
Vallásos szülei már gyermekkorában a Talmudra tanították. Dunaszerdahelyen, Pozsonyban és Třebíčben járt vallási iskolákba, ez utóbbi helyen világi tudományokkal is foglalkozott. 1823-ban vette át az apja által alapított talpbőrgyár vezetését szülővárosában. Mivel zsidósága miatt a termékeinek fő piacát jelentő, szomszédos Érsekújvárott folyamatosan zaklatták, úgy döntött, hogy vállalatát áttelepíti Pestre.
Miután gróf Károlyi István elfogadta letelepedési kérelmüket, 1835-ben földterületet vásárolt a megyeri pusztán, hogy ott Joachim testvérével és Bernát nevű ikertestvérével – első telepesként – házat, illetve bőrgyártó üzemet építsen. Őket több zsidó család is követte, az akkor még Új-Megyernek nevezett telepre, hogy ott egy egészen új, modern várost alapítsanak, teljes önkormányzatra, vallási egyenlőségre és a céhektől független iparszabadságra építve.
1838-ban a 13 családból megalakult zsidó hitközség vezetőjévé választották. A napi istentisztelet a saját házában kialakított nyilvános imaházban tartották, amíg az első zsinagóga fel nem épült 1839-ben, a mai Bocskai utcában, egy Károlyi által adományozott telken.
A formálódó települést Lőwy nevezte először Új-Pestnek magánleveleiben. Példátlan jótékonyságáért, belátásáért és népszerűségéért felekezeti hovatartozás nélkül annyira tisztelték, hogy az 1840-ben hivatalosan is önálló községgé vált Újpest első elöljárójává, törvénybírájává választották.
1847 elején bőrgyára csődbe ment, nem sokkal rá Lőwy Izsák is elhunyt.
Sírja az újpesti Öreg temető 1960–1962 közötti felszámolása során megsemmisült, földi maradványainak „nyoma veszett”.

## Emléke
1866-ban utcát neveztek el róla a községben.
2009. augusztus 29-én az Újpesti Közművelődési Kör emléktáblát helyezett el tiszteletére a Budapest IV. kerületi városháza falán. A domborműves emléktábla Schrammel Imre Kossuth-díjas művész alkotása.